# 경상북도
경상북도(慶尙北道)는 대한민국 남동부에 있는 도이다. 동쪽으로는 동해, 서쪽으로는 전북특별자치도·충청북도, 남쪽으로는 대구광역시를 둘러싸며 울산광역시·경상남도와 접하고, 북쪽으로는 강원특별자치도와 경계를 이룬다. 행정구역은 10시 12군이다.
도청 소재지는 안동시 풍천면이며, 도 내 최대 도시는 포항시이다. 포항시에는 환동해지역본부가 설치되어 있다.
고대 수도였던 경주를 중심으로 다양한 불교 유적과 유물이 남아있으며, 신라와 고려 시대에 축조된 산성과 조선시대의 문화유산이 많이 남아있다. 경상북도는 신라 시대의 화랑도가 탄생한 곳이자, 고려시대 거란 침입 당시 초조대장경을 보관하던 호국 정신의 중심지였으며, 몽고 침입 당시에는 팔공산을 중심으로 군사적 요충지의 역할을 맡았다. 조선시대에는 선비 문화가 발달한 곳이자 유학의 본고장으로서 43개의 향교를 비롯하여 수많은 유림(儒林)을 양성하였고, 퇴계 이황, 여헌 장현광, 서애 류성룡, 학봉 김성일 등의 뛰어난 학자들을 배출하며 영남학파를 형성하였다.

## 역사
- 1895년 6월 23일(음력 윤5월 1일) 23부제#동래부(東萊府), 23부제#대구부(大邱府), 23부제#안동부(安東府) 실시.
- 1896년 8월 4일 13도제 실시에 따라 경상북도라 부르게 되고 경상북도의 수부(首府)는 대구부에 두었다.[6]
- 1914년 3월 1일 아래 표와 같이 부·군을 통폐합하였다.

| 부·군  | 위치 | 관할 구역 |
| ------ | ---- | --- |
| 대구부 | 대구 | 대구부 대구면(신천동, 신암동, 남산동 일부, 신동 일부를 제외) 일원 |
| 달성군 | 대구 | 현풍군 일원 대구부 동중면, 동하면, 해동촌면, 해서부면, 해서촌면, 해북촌면, 수동면, 수북면, 수현내면, 상수남면, 하수남면, 상수서면, 하수서면, 서중면, 원서면, 성서면, 하동면, 하남면, 하서면, 하북면, 감물천면, 조엄면, 인흥면, 화현내면, 월배면, 옥포면, 법화면, 성평곡면, 대구면 중 대구부에 속하지 않는 지역 |
| 경산군 | 경산 | 경산군 일원 자인군 일원 하양군 일원 |
| 영천군 | 영천 | 영천군 일원 신녕군 일원 |
| 경주군 | 경주 | 경주군 일원 장기군 내남면, 양남면 |
| 영일군 | 포항 | 연일군 일원 흥해군 일원 청하군 일원 장기군(내남면, 양남면을 제외) 일원 |
| 영덕군 | 영덕 | 영덕군 일원 영해군 일원 |
| 영양군 | 영양 | 영양군 일원 진보군 동면, 북면 |
| 청송군 | 청송 | 청송군 일원 진보군(동면, 북면을 제외) 일원 |
| 안동군 | 안동 | 안동군 일원 예안군 일원 |
| 의성군 | 의성 | 의성군 일원 비안군(현서면을 제외) 일원 용궁군 신하면 |
| 군위군 | 군위 | 의흥군 일원 군위군 일원 |
| 칠곡군 | 왜관 | 칠곡군 일원 인동군 일원 |
| 김천군 | 김천 | 김산군 일원 지례군 일원 개령군 일원 성주군 신곡면 |
| 상주군 | 상주 | 상주군(공서면 웅북리를 제외) 일원 함창군 일원 |
| 예천군 | 예천 | 용궁군(신하면, 서면을 제외) 일원 예천군 일원 비안군 현서면 |
| 영주군 | 영천 | 풍기군 일원 영천군 일원 순흥군(화천면, 수민단면, 수식면을 제외) 일원 |
| 봉화군 | 내성 | 봉화군 일원 순흥군 화천면, 수민단면, 수식면 |
| 문경군 | 문경 | 문경군 일원 용궁군 서면 |
| 성주군 | 성주 | 성주군(신곡면을 제외) 일원 |
| 고령군 | 고령 | 고령군 일원 |
| 청도군 | 청도 | 청도군 일원 |
| 선산군 | 선산 | 선산군 일원 |
| 울도군 | 울도 | 경상남도 울도군 일원 |

- 1915년 울도군을 울릉도로 개칭하였다.
- 1949년 8월 14일 영일군 포항읍, 김천군 김천읍이 각각 포항부, 김천부로 승격되었고, 김천군을 금릉군으로 개칭하였다.
- 1949년 8월 15일 대구부를 대구시로, 포항부를 포항시로, 김천부를 김천시로, 울릉도를 울릉군으로 개칭하였다.
- 1955년 9월 1일 경주군 경주읍, 내동면이 경주시로 승격되었고, 경주읍, 내동면을 제외한 나머지 경주군은 월성군으로 개칭되었다.
- 1962년 12월 12일 강원도 울진군이 경상북도로 편입되었다.
- 1963년 1월 1일 안동군 안동읍이 안동시로 승격되었다.
- 1978년 2월 15일 선산군 구미읍이 구미시로 승격되었고, 동시에 칠곡군 인동면을 구미시로 편입하였다.
- 1980년 4월 1일 영주군 영주읍이 영주시로 승격되었다. 영주읍을 제외한 나머지 영주군은 영풍군으로 개칭되었다.
- 1981년 7월 1일 대구시가 대구직할시로 승격되어 경상북도에서 분리되었고, 영천군 영천읍이 시로 승격되었다. 동시에 경상북도 경산군 안심읍, 고산면과 칠곡군 칠곡읍과 달성군 공산면, 성서읍, 월배읍이 대구직할시 관할로 이관되었다.
- 1983년 2월 15일 칠곡군 북삼면 오태동이 구미시 관할로 이관되었다.
- 1986년 1월 1일 상주군 상주읍이 상주시로, 문경군 점촌읍이 점촌시로 승격되었다.
- 1988년 경상북도의 모든 군에 있는 동을 리로 일괄 개칭하였다.
- 1989년 1월 1일 경산군 경산읍이 경산시로 승격되었다. 동시에 월성군을 경주군으로 개칭하였다.
- 1995년 1월 1일 포항시와 영일군이, 김천시와 금릉군이, 경주시와 경주군이, 안동시와 안동군이, 구미시와 선산군이, 영주시와 영풍군이, 영천시와 영천군이, 상주시와 상주군이, 점촌시와 문경군이(문경시), 경산시와 경산군이 통합하여 도농복합시로 개편되었다.
- 1995년 3월 1일 달성군이 대구광역시로 편입되어 경상북도에서 분리되었다.
- 2008년 6월 8일 경상북도청 이전 예정지가 안동시 풍천면과 예천군 호명면 일대로 결정되었다.[7]
- 2016년 2월 22일 대구광역시 산격동에 있던 경상북도청이 경상북도 안동시 풍천면과 예천군 호명면 일대의 경상북도청신도시로 이전하였다.[8]
- 2023년 7월 1일 군위군이 대구광역시로 편입되어 경상북도에서 분리되었다.

## 자연

### 위치
한반도의 남동부를 차지하며, 북동부에 태백산맥, 북서부는 소백산맥으로 둘러싸였으며, 낙동강의 중상류 부분을 차지한 경상북도는 북부에 강원특별자치도, 서부는 충청북도와 전북특별자치도, 그리고 남부와 동부는 경상남도와 동해에 각각 인접하고 있다. 수리적 위치로는 울릉군 울릉읍 독도가 동경 131°52"로 경북의 동쪽 끝인 동시에 대한민국의 극동을 이루고, 서쪽 끝은 동경 127°148"인 상주시 화북면 홍리로서 동서단간의 경도차는 4°4"이다. 남쪽 끝은 청도군 청도읍 원동으로 북위 35°33"인데 남북단간의 위도차는 1°59"이다.

#### 동부 지역
포항시를 중심으로 경주시, 영덕군, 울진군은 동해안에 위치하고, 울릉군은 동해상에 있다. 
 울진은 강원특별자치도 영동 지방, 경주는 울산광역시 울주군과 접한다.

#### 중서부 지역
구미시를 중심으로 상주시, 김천시, 문경시가 경북의 서부이다. 분지 지형에 위치하며, 충청북도 중남부 지역과 접한다.

#### 남부 지역
경산, 영천, 청도, 칠곡, 고령, 성주가 경북의 남부에 속한다.

#### 북부 지역
안동을 중심으로 영주, 의성, 예천, 봉화, 영양, 청송이 경북 북부이다. 경북 북부는 주로 산악 지형이 많다.

### 지질
경상북도와 경상남도는 경상계 지질구로 한반도에서도 가장 중생대 지층이 넓게 발달되어 있는 지역이며, 이들 지층은 주로 중생대 쥐라기의 극심한 지각변동 후에 형성된 퇴적암층으로 대체로 수평상태를 이루고 있으며, 한편 낙동강 하류에는 그 이후에 분출 형성된 화산암층이 곳곳에 분포하여 비교적 장년기적 지세를 나타낸다.
경북의 북부지방인 문경에서 울진에 이르는 일대에는 무연탄과 석회암을 부존(賦存)하고 있는 고생계가 있어 지하자원뿐만 아니라 석회동굴 등의 관광적인 면에서도 각광을 받고 있다. 그리고 영일만 부근에는 한반도에서는 흔하지 않은 삼기층이 분포하여 갈탄을 생산하며 한때 유징(油徵)을 보인 일까지 있다.
동해의 고도인 울릉도와 독도는 제주도와 함께 제3기와 제4기에 용암분출을 한 화산섬이며, 주위에는 해식애가 발달하여 절경을 이루고 울릉도의 나리분지는 화구에 해당된다.

### 지형
강원도에서 남하한 태백산맥은 이 지방에 들어서면서 그 지세가 차차 약화되어 낮은 산지로 바뀌어 형산강 지구대 부근에 이르러서는 산발적인 구릉지로 변한다. 한편, 태백산 부근에서 분기된 소백산맥은 소백산(1,421ｍ)·연화봉(1,394ｍ)·도솔봉(1,314ｍ)·문수봉(1,162ｍ)·백화산(1,064ｍ)·속리산(1,057ｍ)·민주지산(1,242ｍ)·가야산(1,430ｍ) 등의 명산과, 죽령(689ｍ)·조령(새재, 642ｍ)·이화령(548ｍ)·추풍령(548ｍ) 등의 큰 재를 만들면서 호남 및 호서지방과의 경계를 이루고 있으며, 산지가 주로 편마암으로 이루어진 만장년기 지형으로 침식에 저항이 강하여 대한민국에서 가장 높은 산맥을 이룬다.
이 밖에도 전술한 낙동강 하류 일대의 중생대 말기에 분출한 화산암의 팔공산(1,192ｍ)·운문산(1,200ｍ) 등은 침식기간이 짧아 험준한 산세를 나타내고 있다. 낙동강은 본도의 대부분을 유역화하고 있으며 안동·영주·예천·상주·선산 등의 많은 침식분지를 만들고 내성천·반변천·감천·대가천·금호강 등의 많은 지류를 모아 경상남도로 흘러 들어간다. 형산강은 경주분지와 안강평야를 거쳐 지구대 속을 흘러 영일만으로 유입한다. 한편 굽이 흐르는 낙동강 상류의 하곡 저지와 북·서·동북의 산록면에는 간헐적인 충적지와 작은 구릉이 기복한 침식평야가 분포한다. 해안선은 장기곶을 제외하고는 매우 단조한 편이며 일부에 해안단구(海岸段丘) 곳곳에 사빈해안이 발달하여 임해 휴양지로서도 좋은 조건을 갖추고 있다.

### 기후
경상북도의 대부분 대한민국 남부 내륙형의 기후로서 여름에는 상당히 덥고, 겨울에는 온난하다. 동해안 지방은 해류와 산맥의 영향으로 내륙보다 따뜻하다. 연평균 기온은 11~13도, 1월 평균 기온은 동해안 지방이 0.6~0.8도이고, 영천 등 남부지방은 -1.6~-2.2도, 영주·문경·청송 등 북부 내륙지방은 -4.0~-4.2 로 가장 춥다. 8월 평균 기온은 24.9~26.9도로 남부 내륙은 높고 동해안 지방은 낮은 편이다. 연 강수량은 900~1,100mm로 영천·청송·길안 등 내륙지방이 비가 가장 적고, 영주·경산·청도·고령 등은 1,000~1,100mm이다. 울릉도는 반도부와는 달리 해양성 기후로서 온난 다습하여 연강수량이 1,700mm에 달하며 대한민국 최다우 지역의 하나를 이룬다. 특히 겨울철에 강설량이 많아 눈의 피해가 크며, 가옥구조도 특이하다. 이 섬에는 동백꽃을 비롯하여 해양성 기후의 지표식물인 너도밤나무가 자란다.

## 행정 구역
1981년 7월 1일 대구시가 대구직할시(현 대구광역시)로 독립 승격되어, 현재 경상북도에는 10개의 시와 12개의 군이 있다. 달성군은 1995년 3월 1일부로 대구광역시에 이관되었고, 군위군은 2023년 7월 1일부로 대구광역시에 이관되었다. 인구는 2,715,085명이고 남녀 성비는 현재 0.99로 여자가 약간 더 많다. 도내 시군별 남녀 성비는 울릉군 (1.11)이 가장 높고, 칠곡군 (1.06), 성주군 (1.04), 고령군 (1.04), 구미시 (1.04), 포항시 (1.03), 경산시 (1.02), 영천시 (1.01), 경주시 (1.00), 봉화군 (1.00), 영주시 (0.99), 김천시 (0.99), 안동시 (0.98), 예천군 (0.98), 청송군 (0.98), 영양군 (0.97), 문경시 (0.97), 상주시 (0.97), 울진군 (0.97), 의성군 (0.96), 청도군 (0.95), 영덕군 (0.91)이 그 뒤를 잇고 있다.

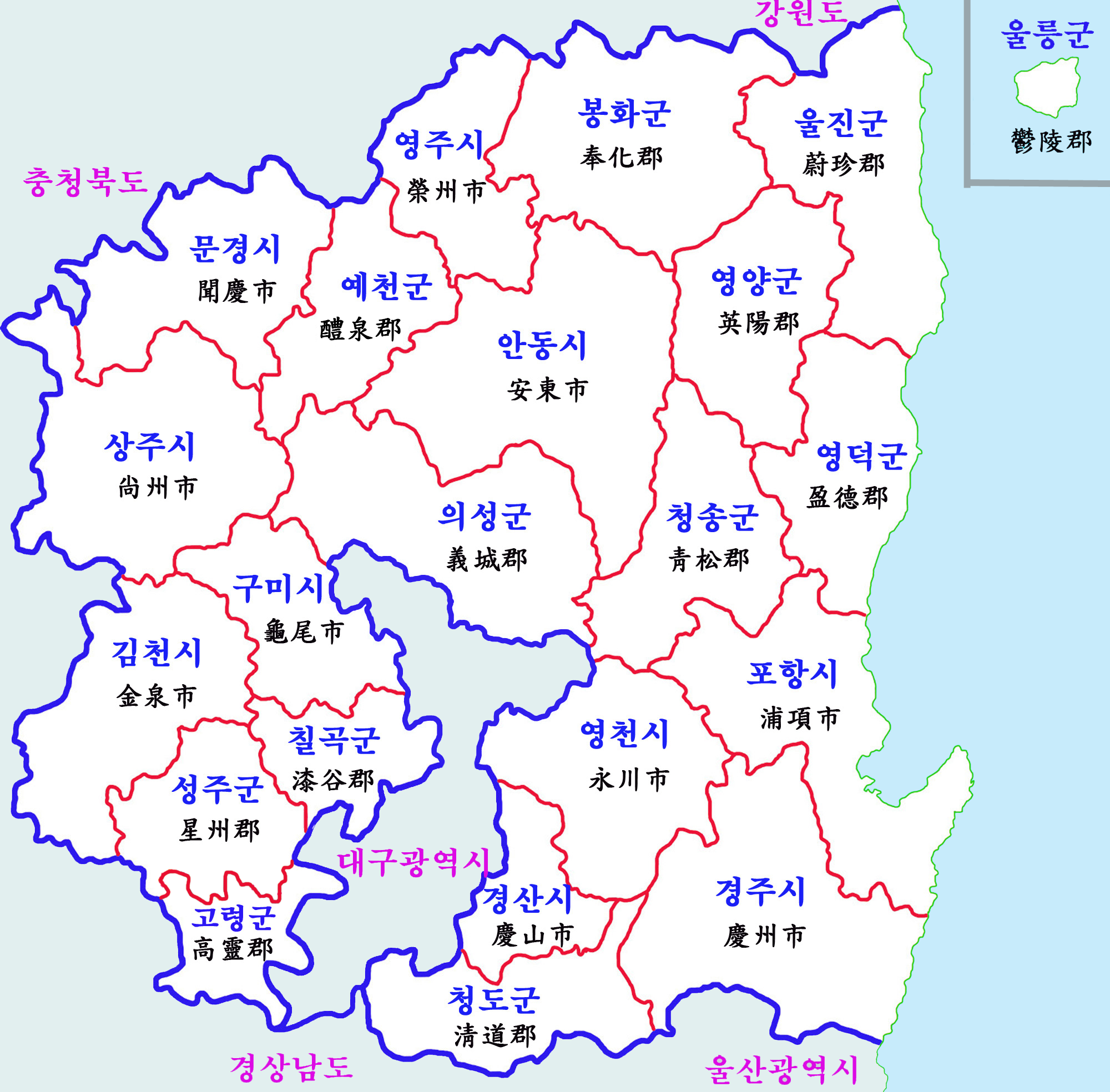
군위군은 2023년 7월 1일부터 대구광역시로 편입되었다.

| 이름     | 한자     | 면적      | 인구 (명) | 세대      |
| -------- | -------- | --------- | --------- | --------- |
| 포항시   | 浦項市   | 1,128     | 503,649   | 218,011   |
| 경주시   | 慶州市   | 1,324     | 253,415   | 116,978   |
| 김천시   | 金泉市   | 1,009     | 140,197   | 64,499    |
| 안동시   | 安東市   | 1,521     | 158,984   | 74,104    |
| 구미시   | 龜尾市   | 616       | 417,679   | 174,438   |
| 영주시   | 榮州市   | 669       | 104,336   | 48,517    |
| 영천시   | 永川市   | 920       | 101,417   | 50,688    |
| 상주시   | 尙州市   | 1,255     | 99,093    | 47,893    |
| 문경시   | 聞慶市   | 911       | 71,325    | 35,003    |
| 경산시   | 慶山市   | 412       | 261,438   | 114,141   |
| 의성군   | 義城郡   | 1,176     | 52,154    | 27,769    |
| 청송군   | 靑松郡   | 843       | 25,251    | 13,722    |
| 영양군   | 英陽郡   | 815       | 16,280    | 8,793     |
| 영덕군   | 盈德郡   | 741       | 36,875    | 19,730    |
| 청도군   | 淸道郡   | 697       | 42,608    | 22,210    |
| 고령군   | 高靈郡   | 384       | 32,067    | 16,029    |
| 성주군   | 星州郡   | 616       | 43,655    | 22,643    |
| 칠곡군   | 漆谷郡   | 451       | 115,809   | 51,764    |
| 예천군   | 醴泉郡   | 661       | 54,871    | 26,231    |
| 봉화군   | 奉化郡   | 1,201     | 31,714    | 16,396    |
| 울진군   | 蔚珍郡   | 989       | 48,873    | 24,910    |
| 울릉군   | 鬱陵郡   | 73        | 9,355     | 5,243     |
| 경상북도 | 慶尙北道 | 19,026.06 | 2,645,240 | 1,212,509 |

### 일제 치하 경북
조선 고종 32년(1895년) 5월 26일 지방제도를 8도에서 23부로 개편하였다. 고종 33년(고종 건양 원년, 1896년) 8월 4일 지방제도를 23부에서 13도로 다시 개편하였다. 대한제국(1896년 ~ 1910년) 및 일제강점기(1910년 ~ 1945년)에도 이때 개편된 지방제도는 그대로 이어졌다. 현재와 비교하면 울진군이 강원도에서 경상북도로 편입되었고, 대구광역시가 분리된 것이 차이점이다.

### 독도
독도는 대한민국 경상북도 울릉군 울릉읍 독도리라는 행정구역을 가지고 있다. 경상북도의 행정력이 미치는 지역이고, 독도의 경비는 경상북도경찰청에서 담당하고 있다. 대한민국의 최동단 영토이며, 한편 일본은 시마네 현 오키 군 오키노시마 정이라고 거짓말하고 있다.

### 없어진 행정구역
- 대구부
- 금릉군
- 문경군
- 선산군
- 순흥군
- 연일군
- 영일군
- 영천군
- 예안군
- 의흥군
- 인동군
- 장기군
- 점촌시
- 진보군
- 청하군
- 풍기군
- 평해군
- 하양군
- 함창군
- 현풍군
- 흥해군
- 안동군
- 영해군
- 자인군
- 우시군
- 인동군
- 유린군
- 장산군
- 화왕군
- 밀성군
- 퇴화군
- 문소군
- 보성군
- 경주부
- 의창군
- 용궁군
- 비안군
- 성산군
- 급산군
- 급벌산군
- 숭선군
- 화의군
- 김산군
- 지례군
- 개령군
- 군위군

## 인구
조선시대 경상북도 지역은 낙동강 유역과 경주·안동·상주 등 전통 도시를 중심으로 농업 사회가 유지되었으며, 인구 변동은 비교적 제한적이었다. 일제강점기에는 철도 건설과 광업 개발이 일부 진행되었으나, 대규모 인구 유입으로 이어지지는 않았다.
1960년대 이후 한국의 급격한 산업화와 도시화가 진행됨에 따라 수도권과 대도시로의 인구 이동이 본격화되었다. 경상북도는 농업 중심 지역이었기에 젊은 세대와 노동 인구가 대거 외부로 유출되었다. 다만 1970년대 포항제철(현 포스코)의 설립으로 포항 지역은 급격히 성장하여 인구가 크게 증가하였으나, 도 전체적으로는 인구 감소세가 두드러졌다.
1990년대 이후 대도시 집중 현상이 심화되면서 경북 농촌 지역은 빠른 속도로 고령화되었다. 포항, 구미, 안동 등 일부 도시는 산업·행정·교육 기능을 바탕으로 성장을 지속하였으나, 군 단위 지역은 지속적으로 인구가 감소하였다. 특히 1995년 지방자치제 시행으로 대구광역시가 경상북도에서 분리되면서 경북의 행정적·인구적 위상은 축소되었다.
2010년대 들어 저출산 현상과 수도권 집중 현상이 맞물리면서 경상북도는 전국적으로 인구 감소와 고령화가 가장 심각한 지역 중 하나로 자리매김하였다. 다수의 군 단위 지역이 ‘소멸위험지역’으로 분류되었으며, 의성·청송·영양·봉화 등은 출생아 수보다 사망자 수가 현저히 많은 구조가 고착화되었다. 이로써 2010년 약 270만 명 수준이던 경북의 인구는 2020년대에 이르러 260만 명 이하로 축소되었다.
2020년대 현재 경상북도는 지방소멸 대응을 주요 정책 과제로 삼아 귀농·귀촌 장려, 청년 정착 지원, 신산업 유치 등을 추진하고 있다. 그러나 대도시와 수도권으로의 인구 집중이 여전히 심화되고 있어, 중장기적으로 인구 감소세는 지속될 것으로 전망된다.

### 연도별 인구
경상북도(에 해당하는 지역, 대구시/달성군 및 대구광역시 제외)의 연도별 인구 추이
| 연도   | 총인구      | 인구그래프 | 비고                             |
| ------ | ----------- | ---------- | -------------------------------- |
| 1925년 | 2,293,285명 |            |                                  |
| 1930년 | 2,471,059명 |            |                                  |
| 1935년 | 2,506,092명 |            |                                  |
| 1940년 | 2,444,295명 |            |                                  |
| 1945년 | 2,661,094명 |            |                                  |
| 1950년 | 3,220,342명 |            |                                  |
| 1955년 | 3,360,859명 |            |                                  |
| 1960년 | 3,847,290명 |            |                                  |
| 1965년 | 4,389,703명 |            |                                  |
| 1970년 | 4,558,186명 |            |                                  |
| 1975년 | 4,855,185명 |            |                                  |
| 1980년 | 4,950,310명 |            |                                  |
| 1985년 | 3,014,712명 |            | 1981년 대구직할시 승격 분리 감소 |
| 1990년 | 2,861,894명 |            |                                  |
| 1995년 | 2,673,325명 |            |                                  |
| 2000년 | 2,715,835명 |            |                                  |
| 2005년 | 2,594,900명 |            |                                  |
| 2008년 | 2,679,640명 |            |                                  |
| 2009년 | 2,672,528명 |            |                                  |
| 2010년 | 2,668,403명 |            |                                  |
| 2011년 | 2,688,586명 |            |                                  |
| 2012년 | 2,697,104명 |            |                                  |
| 2013년 | 2,698,263명 |            |                                  |
| 2014년 | 2,698,306명 |            |                                  |
| 2015년 | 2,699,275명 |            |                                  |
| 2016년 | 2,701,160명 |            |                                  |
| 2017년 | 2,698,803명 |            |                                  |
| 2018년 | 2,688,747명 |            |                                  |
| 2019년 | 2,674,005명 |            |                                  |
| 2020년 | 2,662,508명 |            |                                  |

### 연령별 인구
| 구분                   | 인구 (2010년) | 인구 (2013년) | 증감치          |
| ---------------------- | ------------- | ------------- | --------------- |
| 유년인구 (0~14세)      | 393,326명     | 360,699명     | 감소 (32,627명) |
| 경제활동인구 (15~64세) | 1,877,736명   | 1,886,324명   | 증가 (8.588명)  |
| 노년인구 (65세 이상)   | 418,858명     | 452,417명     | 증가 (33,359명) |

## 교통
철도는 경부선, 중앙선, 동해선, 대구선, 영동선, 경북선 등이 경상북도를 지나며 경상북도의 남부에 있는 대구광역시와 포항시(포항역), 경주시(경주역), 김천시(김천(구미)역)를 통한 KTX로 이용도 편리하다. 특히 경산, 김천, 청도는 시외 교통에서 철도의 비중이 매우 높다.
고속도로는 경부고속도로, 중앙고속도로, 동해고속도로, 중부내륙고속도로, 광주대구고속도로, 새만금포항고속도로(대구~포항), 서산영덕고속도로(상주~영덕), 영천상주고속도로가 통과한다.
대구광역시의 대구국제공항과 포항시의 포항경주공항을 통해 항공편도 이용할 수 있다. 포항, 안동은 도로 교통이 편리한 지역에 속하고 영주, 김천, 경주, 영천은 철도 교통이 편리한 지역이다.
경상북도에서 가장 교통이 불편한 지역으로 불렸던 봉화군, 영양군, 청송군 등의 내륙 지역은 고속도로가 없었고 도로 사정이 나빴다. 그래서 이곳에서 가까운 지역으로 이동하는 데 시간이 많이 걸렸다. 이후 2016년 12월 26일에 상주영덕고속도로가 개통되어 접근성이 편리해졌다.
울릉군은 정기 여객선을 통해 포항시 및 강원특별자치도 삼척시 등과 연결된다.
선불교통카드는 사용 지역마다 파편화되어 있다. 대체적으로 중앙-중부내륙고속도로 연선에 있는 북부권은 서울의 티머니를 주 교통카드로 이용하며, 대구와 인접한 지역에서는 대구의 원패스를 공용하고 있다. 마이비가 일찌감치 경북에 진출한 지역인 김천시, 구미시, 경주시는 캐시비가 주 교통카드다. 동해안권은 포항시와 울진군이 티머니를 주 교통카드로 이용하고, 영덕군과 울릉군은 원패스를 이용한다. 청송, 영양은 교통카드제를 시행하지 않으며, 봉화는 영주를 오고가는 노선에서만 교통카드를 이용할 수 있다.

## 스포츠
| 리그명      | 팀명                       | 창단연도 | 홈 경기장      |
| K리그       | 포항 스틸러스              | 1973년   | 포항스틸야드   |
| K리그       | 김천 상무 FC               | 1984년   | 김천종합운동장 |
| K3리그      | 경주 한국수력원자력 축구단 | 1945년   | 경주시민운동장 |
| V-리그 (여) | 김천 한국도로공사 하이패스 | 1970년   | 김천실내체육관 |

## 문화

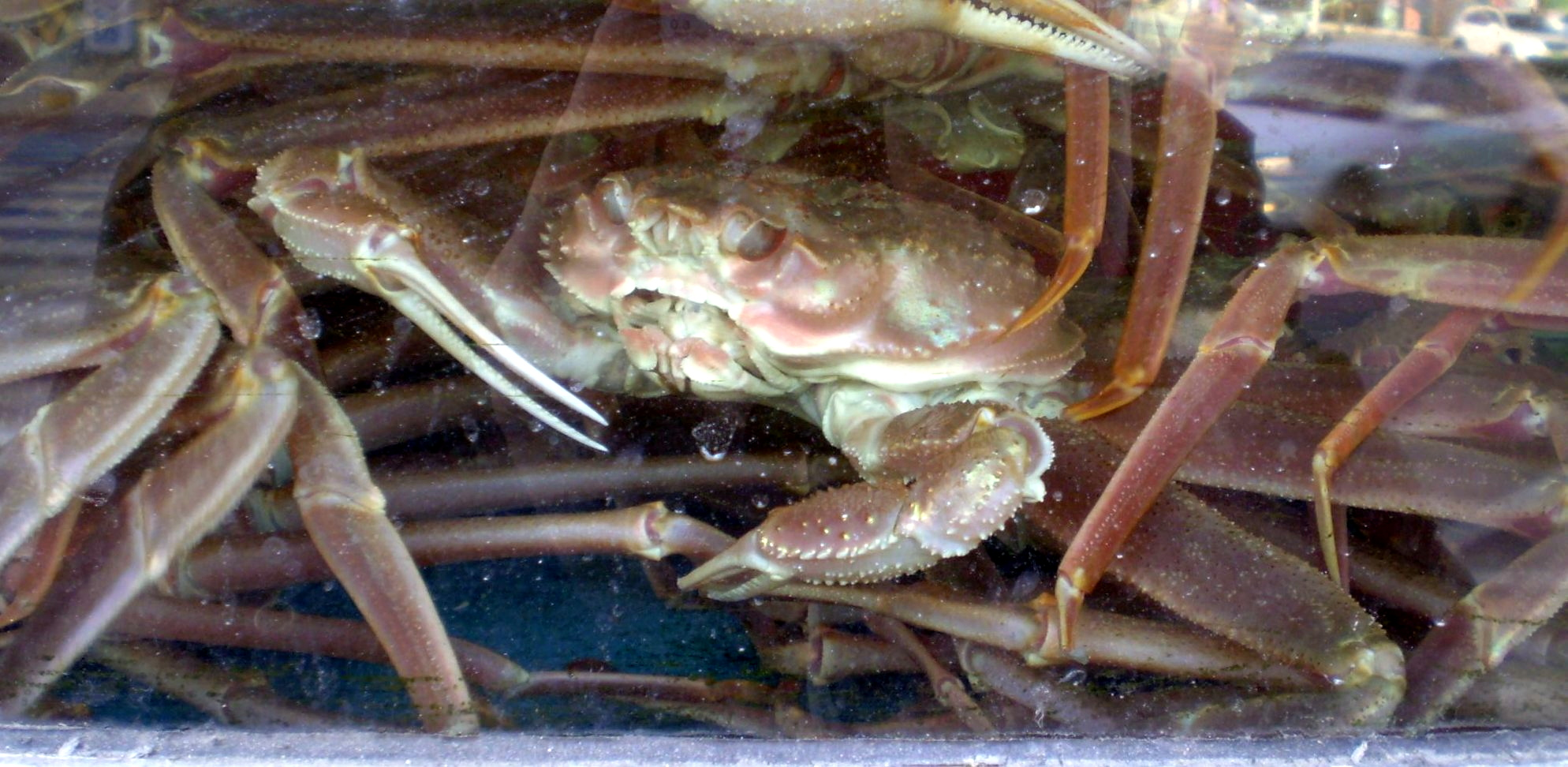
영덕 대게

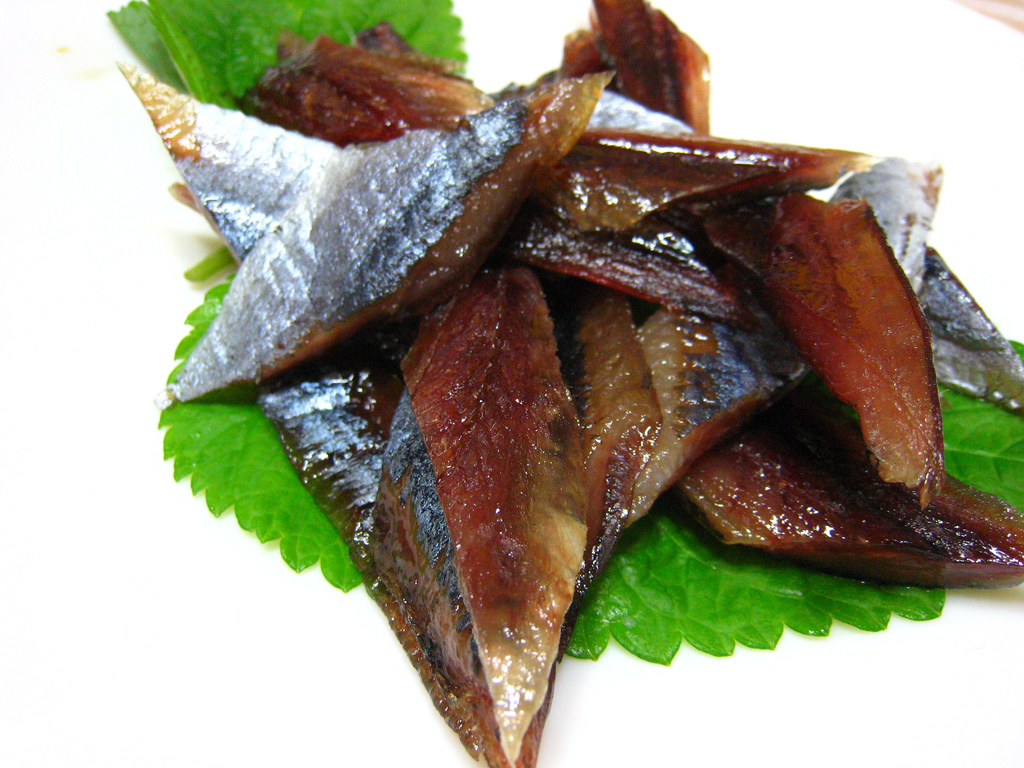
포항 구룡포 과메기

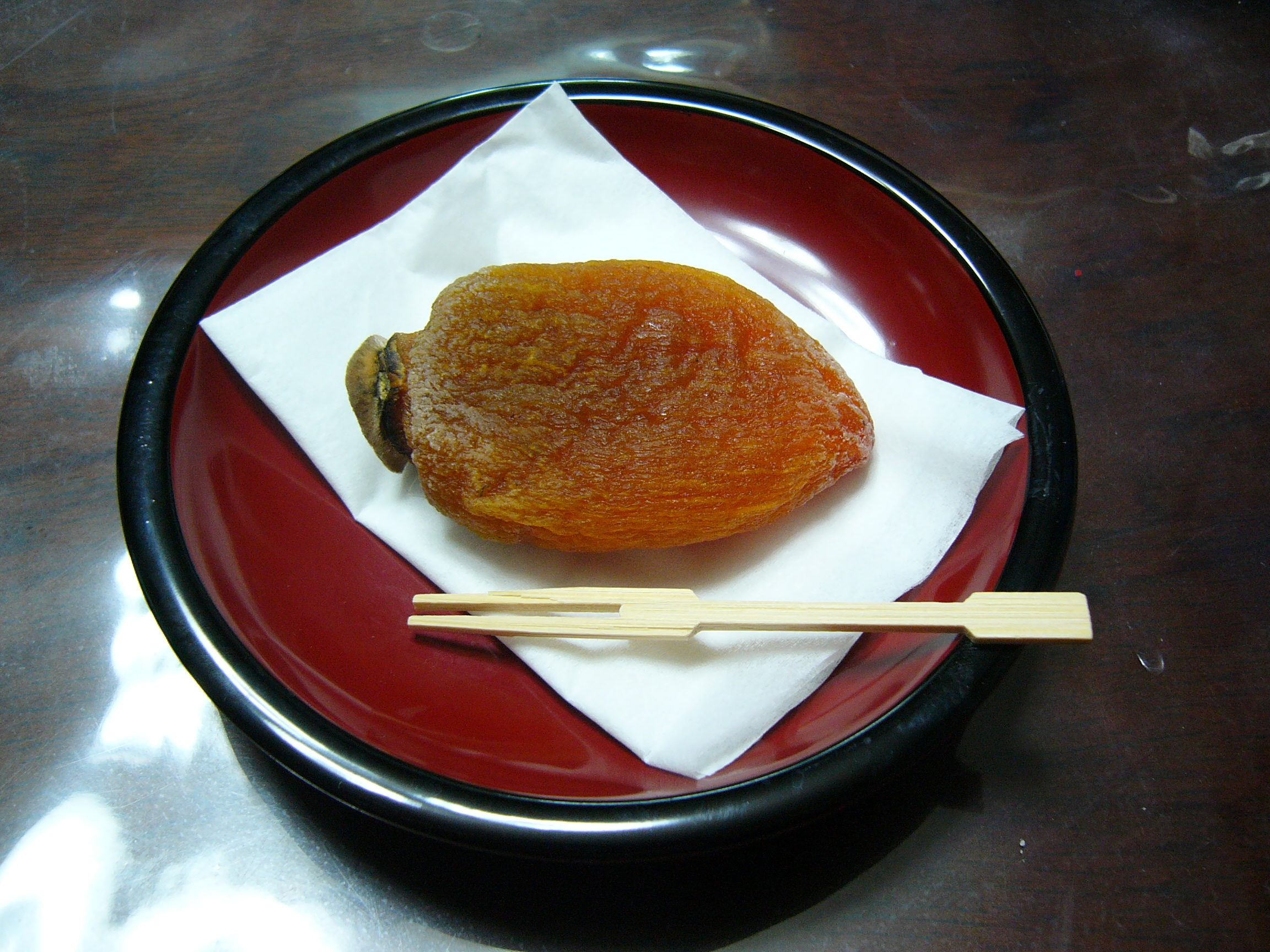
상주 곶감

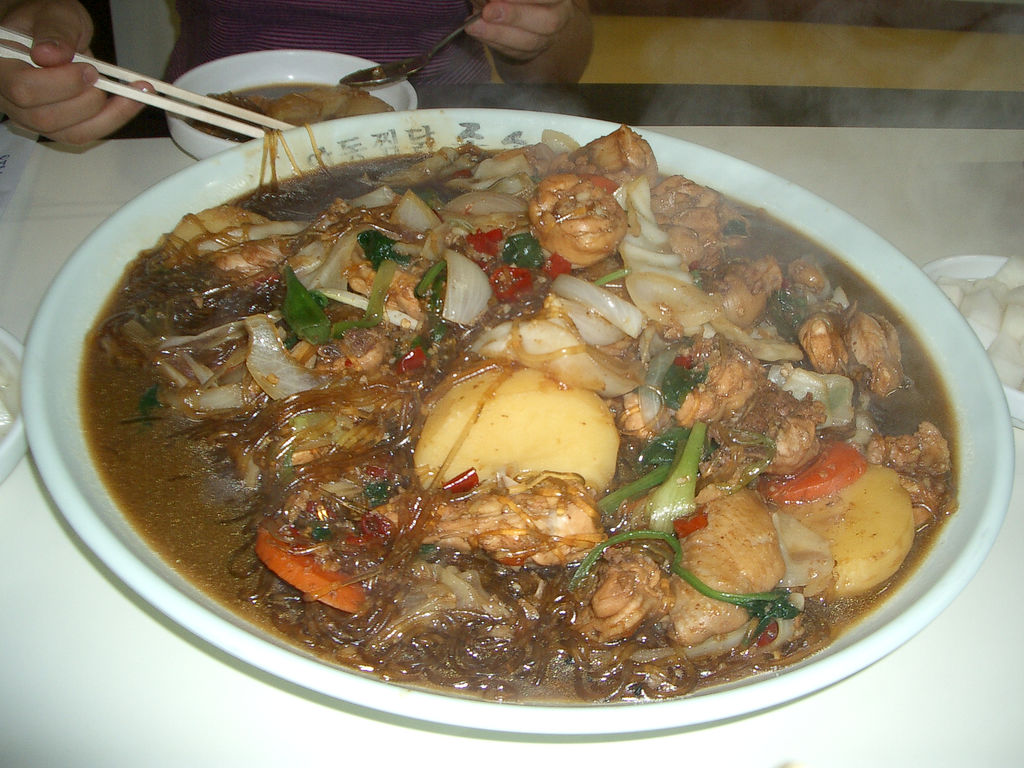
안동찜닭

### 음식
- 울진, 영덕 대게

울진, 영덕의 대게는 경북의 대표적인 음식이다. 갑각은 나비 13~15 cm, 둥근 삼각형으로 한국에서 나는 게 중 가장 크다. 다리가 길고 몸이 커서 맛이 좋으므로 중요한 수산자원이다. 이마에 솟은 돌기는 넓고 짧으며, 걷는다리의 마디는 납작하다. 일반적으로 수컷이 암컷보다 훨씬 크다. 한류성 게로 30~1,800m 깊이의 진흙 또는 모래바닥에서 산다. 한국·일본·캄차카 반도·알래스카·그린란드 등지에 분포한다.
- 포항 구룡포 과메기

과메기는 한국 요리 중 하나로, 청어 또는 꽁치를 겨울동안 반건조 시킨 음식이다. 특히 경상북도 지방에서 많이 먹었으며, 그중에서도 청어나 꽁치가 많이 잡히는 포항, 울진, 영덕 등의 지방에서 과메기를 많이 먹었다. 이 중 포항의 구룡포가 가장 유명하다. 대체로 고추장(혹은 초장)에 찍어먹거나 쌈과 함께 싸먹기도 한다.
본래 청어를 이용해 만들었으나 그 수가 줄자 1960년대부터 꽁치를 사용하기 시작했으며, 근래에는 러시아 캄차카 반도나 일본 홋카이도 근해에서 잡힌 꽁치를 많이 이용한다.[4] 포항시에서는 매년 향토음식을 널리 알리기 위하여 과메기 축제를 개최하고 있다.
- 안동찜닭

안동찜닭은 닭과 채소를 이용한 찜류의 요리로서, 경상북도 안동에서 기원한 음식으로 알려져 있다. 안동찜닭은 고온에서 조리되기 때문에 지방이 적으며, 기호에 따라 여러 가지 재료를 넣을 수 있어 다양한 맛을 내는 것이 가능하다. 또한 가격에 비해 푸짐한 양을 먹을 수 있기 때문에 학생들이나 노동자들에게 인기가 많다. 안동찜닭은 영양학적으로도 우수한데, 닭에 함유된 풍부한 단백질과 다양한 채소에 함유된 비타민을 섭취할 수 있다.
- 상주 곶감

상주 곶감은 삼백의 고장 상주에서 생산되는 대표적인 특산물로 전국 곶감 생산량의 60%이상을 차지하는 상주시의 대표적인 농산물이다.
- 성주 참외

성주 참외는 경북 성주군의 지리적인 장점인 4대강의 하나인 낙동강을 끼고 있는 것을 이용하여 연안의 넓은 평야와 수자원이 많아 깨끗한 지하수를 농업용수로 활용하고 성주 땅은 미사질 양토로서 토심이 깊고 비옥하며, 배수가 양호하여 참외 재배의 적지라고 할 수 있다.

### 사찰
- 불국사 (경주시)
- 분황사 (경주시)
- 부석사 (영주시)
- 봉정사 (안동시)
- 고운사 (의성군)
- 직지사 (김천시)
- 만불사 (영천시)
- 은해사 (영천시)
- 석굴암 (경주시)

### 방언
경상북도에서는 동남 방언을 사용한다.

### 유네스코(UNESCO)등록 세계문화유산
| 이름               | 사진 | 소재지                          | 제작시기 | 유네스코 지정번호 (지정일) | 설명 |
| ------------------ | ---- | ------------------------------- | -------- | -------------------------- | ---- |
| 불국사와 석굴암    |      | 경상북도 경주시                 | 신라시대 | 736 (1995년)               |      |
| 경주역사유적지구   |      | 경상북도 경주시                 | 신라시대 | 976 (2000년)               |      |
| 하회·양동 역사마을 |      | 경상북도 안동시 경상북도 경주시 |          | 1324 (2010년)              |      |

### 관광
경주시는 불국사, 석굴암, 보문단지, 문무왕릉 등의 왕릉, 김유신묘와 같은 공신묘 등 둘러볼 유적지가 많다. 안동에는 도산서원과 하회마을 등이 볼거리이고, 영주에는 부석사가, 고령에는 지산동 고분군 등이 있다.

### 호텔
2012년 기준으로 호텔 수는 49개, 객실 수는 4,351개가 있다. 나머지 시군별 지역에 경주시는 호텔 수 13개, 객실 수는 2,097개가 높았다.

## 자매 결연
| 국가              | 도시                            |
| ----------------- | ------------------------------- |
| 남아프리카 공화국 | 노스웨스트주 (1998.9.16)        |
| 러시아            | 이르쿠츠크주(1996.9.10)         |
| 러시아            | 프리모르스키 변경주 (2018.11.8) |
| 미국              | 오하이오주(1984.12.5)           |
| 미국              | 뉴욕주 (2022)                   |
| 베트남            | 타이응우옌성 (2005.2.21)        |
| 스페인            | 카스티야이레온 지방 (2005.11.8) |
| 인도네시아        | 욕야카르타 특별주 (2005.2.24)   |
| 중국              | 산시성 (2013.4.5)               |
| 중국              | 허난성 (1995.10.23)             |
| 중국              | 후난성 (2018.11.29)             |
| 튀르키예          | 부르사주 (2001.3.19)            |
| 캐나다            | 온타리오주(1999.4.27)           |

### 과거 자매 결연
| 국가 | 도시                          | 비고 |
| ---- | ----------------------------- | --- |
| 일본 | 시마네현(1989.10.6~2005.3.16) | 경상북도는 일본 시마네현 의회의 다케시마의 날 조례안 제정에 대한 항의의 표시로 2005년 3월 16일을 기해 시마네현과의 자매 결연을 철회했다. |

## 교육

### 대학교 · 전문대학

#### 안동시
- 국립경국대학교 - 송천동
- 가톨릭상지대학교 - 율세동
- 안동과학대학교 - 서후면 교리

## 같이 보기
- 경상북도청
- 경상북도의회